# Ambulocetus natans
Ambulocetus natans je bio jedan rani kit koji je mogao i hodati i plivati. Jedina je vrsta unutar roda Ambulocetus. Zajedno s ostalim pripadnicima porodice Ambulocetidae ona je prijelazni fosil, koji pokazuje kako su kitovi evoluirali od kopnenih sisavaca.
Ambulocetus natans je živio tijekom razdoblja ranog eocena (prije 50 do 48 milijuna godina) na području današnjeg Pakistana. Dok je ta životinja još postojala, Pakistan je bio obalna regija Indije, koja je tada bila veliki otok u Indijskom oceanu.

## Opis
Po izgledu je podsjećao na 3 metra dugog sisavca-krokodila i očito je bio vodozemna životinje, a zadnje noge su mu bile bolje prilagođene plivanju nego hodanju. Vjerojatno je plivao okomito savijajući svoje tijelo, slično kao vidre i kitovi. Nagađa se da su ambulocetidi lovili kao krokodili, skrivajući se u plićaku kako bi ulovili neoprezne životinje. Kemijska analiza njegovih zuba pokazala je da je mogao živjeti i u slanoj i u slatkoj vodi. Ambulocetus nije imao vanjske uši. Moguće je da je plijen nalazio tako što bi spustio glavu na tlo i osjećao vibracije u okolini.
Znanstvenici smatraju da je Ambulocetus bio rani kit zato što s njima dijeli prilagodbe životu u vodi: imao je adaptaciju u nosu koja mu je omogućavala da guta pod vodom, a njegova periotička kost je imala strukturu kao kod kitova, što mu je omogućavalo da čuje pod vodom. Uz to, njegovi zubi su imali izgled kao kod ranih kitova.

## Otkriće
Johannes G.M. Thewissen i Sayed Taseer Hussain su 1993. u gornjoj formaciji Kuldana (Pakistan) otkrili ostatke vrste Ambulocetus natans. 1994. su je opisali Thewissen, Hussain i Mohammad Arif. Vjeruje se da kostur potiče iz razdoblja kasnog ipresa do ranog luteta (rani do srednji eocen, prije između 50 i 48 milijuna godina).

## Taksonomija
Ambulocetus se klasificira u monofiletsku porodicu Ambulocetidae. Za tu se porodicu vjeruje da se odvojila od porodice Pakicetidae, čiji su pripadnici bili više nastrojeni kopnu. Vjeruje se i da su Protocetidae i možda Remingtonocetidae potekle od svog zajedničkog pretka s ambulocetidima. Zajedno s porodicom Basilosauridae, tih pet porodica klasificira se u podred Archaeoceti.

## U popularnoj kulturi
Ambulocetus je prikazan u britanskoj seriji Šetnja sa zvijerima. U prvom poglavlju navedeno je da je plivao uzvodno od obale, što objašnjava kako se nalazi na području Njemačke, a ne na području današnjeg Pakistana. Prikazan je s udovima postavljenim sa strane, kao kod krokodila, iako je zapravo imao usprave udove.
U romanu Ice Hunt američkog pisca Jamesa Rollinsa ljudi pronađu žive Ambulocetuse (nazvane "grendeli") unutar arktičkog ledenjaka.
Pojavio se u emisiji National Geographic Evolutions: The Walking Whale.

## Vanjske poveznice
- BBC Online